# 송라속
송라속(학명: Usnea)은 접시지의목 석화과에 딸린 지의류의 한 속이다. 대개 창백한 회녹색을 띠며, 나무껍질이나 나뭇가지에 마치 수염, 덤불, 겨우살이, 술 같은 것을 연상시키는 모양으로 피어나 기생한다.:203
다른 지의류가 그러하듯이, 송라속의 지의류들도 진균류와 조류의 공생체다. 송라를 이루는 진균은 자낭균에 속하고, 조류는 녹조에 속한다.
송라(Usnea diffracta), 솔송라(Usnea hakonensis), 실송라(Usnea longissima) 등 87종이 있다.
간독성 물질인 송라산을 함유하고 있다.